# The King's Pirate
The King's Pirate is een Amerikaanse piratenfilm uit 1967 van Don Weis. Het scenario is van Aenaes MacKenzie en de film werd uitgebracht in augustus 1967 door Universal.
Luitenant Flemming (Doug McClure) van de Britse marine wordt van hogerhand gevraagd om te infiltreren in het piratennest van Diego Suarez, om zo te kunnen achterhalen wat de zwakke plekken zijn in het bolwerk om het daarna in te kunnen nemen. Flemming weet binnen te komen en zich voor te doen als piraat, hij raakt zelfs in de gunst bij de brute leider John Avery (Guy Stockwell). Flemming wordt dan verliefd Avery's maîtresse Jessica Stephens (Jill St. John) en komt erachter dat Avery een Mongoolse prinses gevangen houdt. Hij wil beide dames bevrijden, maar moet dan zijn ware identiteit onthullen.

## Rolverdeling
| Acteur            | Personage           |
| ----------------- | ------------------- |
| Doug McClure      | Brian Fleming       |
| Jill St. John     | Jessica Stephens    |
| Guy Stockwell     | John Avery          |
| Mary Ann Mobley   | Princess Patna      |
| Kurt Kasznar      | Zucco               |
| Richard Deacon    | Swaine              |
| Torin Thatcher    | Cullen              |
| Diana Chesney     | Molvina MacGregor   |
| Ivor Barry        | Cloudsly            |
| William Glover    | Hornsby             |
| Woodrow Parfrey   | Gow                 |
| Sean McClory      | Sparkes             |
| Émile Genest      | Mission             |
| Ted de Corsia     | McTigue             |
| Alex Montoya      | Caraccioli          |
| Tanya Lemani      | aanhanger van Zucco |
| Ami Luce          | aanhanger van Zucco |
| Bob Terhune       | aanhanger van Zucco |
| Chuck Couch       | aanhanger van Zucco |
| Bill Couch        | aanhanger van Zucco |
| Loren Janes       | aanhanger van Zucco |
| Henry Monzello    | aanhanger van Zucco |
| William R. Snyder | aanhanger van Zucco |
| Rodney Hoeltzel   | aanhanger van Zucco |
| Danny Rees        | aanhanger van Zucco |